# 11098 Ginsberg
11098 Ginsberg è un asteroide della fascia principale. Scoperto nel 1995, presenta un'orbita caratterizzata da un semiasse maggiore pari a 2,7150905 UA e da un'eccentricità di 0,0387485, inclinata di 3,89426° rispetto all'eclittica.
L'asteroide è dedicato a Allen Ginsberg, poeta statunitense.